# Arre (Italia)
Arre es una localidad y comune italiana de la provincia de Padua, región de Véneto, con 2.106 habitantes.

## Evolución demográfica
| Gráfica de evolución demográfica de Arre entre 1861 y 2001 |
|                                                            |
| Fuente ISTAT - elaboración gráfica de Wikipedia            |